# Pobikry
Pobikry – wieś w Polsce położona w województwie podlaskim, w powiecie wysokomazowieckim, w gminie Ciechanowiec.
Wieś jest siedzibą rzymskokatolickiej parafii pw. św. Stanisława Biskupa i Męczennika w Pobikrach, natomiast prawosławni mieszkańcy wsi należą do parafii św. Mikołaja w Grodzisku.

## Historia

### Znani właściciele wsi
- w pierwszej połowie XV w. Kazimierz IV Jagiellończyk nadał wieś (zwaną Pobikrowy) Pietraszowi Nieświckiemu
- do schyłku wieku XVII siedziba Pobikrowskich h. Bawola Głowa z Kolcem. Jeszcze w roku 1758, jako dziedzic części wsi, wzmiankowany Marcin Teodor Pobikrowski, sędzia grodzki brański[8]
- w XVII i XVIII wieku Pobikry należały do rodzin: Godlewskich i Niemirów (od 1717)[7]
- w roku 1794 właścicielką była Teresa z Ossolińskich Kuszlowa, stolnikowa podlaska
- 9 czerwca 1804 roku od ks. Konstantego Kuszla, kanonika gnieźnieńskiego, majątek Pobikry nabył Dominik hr. Ciecierski h. Rawicz (1781-1828), marszałek szlachty Obwodu Białostockiego
- w roku 1884 Wanda Ciecierska wniosła wieś Jezierskim, właścicielom wioski do roku 1939[8]

### Historia kościoła w Pobikrach
- Bartłomiej Pobikrowski, podsędek ziemski drohicki i jego żona Cecylia Kuczyńska, ufundowali w roku 1504 pierwszy drewniany kościół pw. św. Anny, Katarzyny, Cecylii i Wszystkich Świętych, uposażając go w dwie włóki ziemi
- w roku 1514 Paweł Algimunt Holszański (1485–1555), biskup łucki, założył w Pobikrach parafię, wystawiając 8 maja 1514 roku w Skrzeszewie dokument erekcyjny
- pożar pierwszej świątyni fundacji Pobikrowskich pod koniec XVII wieku
- budowa nowej (przed 1704 rokiem) świątyni staraniem ks. Franciszka Kuczyńskiego, wzniesionej sumptem miejscowego dziedzica Stanisława Godlewskiego h. Gozdawa (zm. 1709), starosty nurskiego i kasztelana podlaskiego. W roku 1743 kościół spalił się
- trzeci drewniany kościół ufundował w 1743 roku chorąży ziemi drohickiej Karol Niemira h. Gozdawa. Jego budową kierował ks. Jakub Chrościewicz (1720–1753), ówczesny proboszcz pobikrowski
- dzięki ofiarności Dominika hr. Ciecierskiego w roku 1814 ukończono budowę nowego, drewnianego kościoła
- czwarty pobikrowski kościół spłonął 17 września 1846 roku razem z plebanią i budynkami gospodarczymi
- 9 października 1857 roku został położony kamień węgielny pod budowę kościoła murowanego. Fundatorem nowej świątyni był dziedzic Pobikier – Stefan hr Ciecierski (1821–1888) i jego żona Jadwiga Rzewuska (1836–1882)[7]

W roku 1921:
- we wsi Pobikry znajdowało się 30 budynków mieszkalnych. Naliczono 211 osób (103 mężczyzn i 108 kobiet). Wszyscy zadeklarowali narodowość polską. Wyznanie rzymskokatolickie zgłosiło 178 osób, prawosławne 21, a mojżeszowe 12.
- w folwarku Pobikry było 13 budynków z przeznaczeniem mieszkalnym i 206. mieszkańców (87. mężczyzn i 119 kobiet). Wszyscy zadeklarowali narodowość polską i wyznanie rzymskokatolickie[9]

### II wojna światowa
W czasie kampanii wrześniowej stacjonowała tu 13 Eskadra Towarzysząca.
W Pobikrach znajduje się zbiorowa mogiła 106 Żydów z Ciechanowca zastrzelonych we wsi 2 grudnia 1942 przez niemiecką żandarmerię. W tym miejscu znajduje się pomnik upamiętniający ofiary.
W latach 1954-1972 wieś była siedzibą gromady Pobikry. W latach 1952-1954 miejscowość była siedzibą gminy Pobikry. W latach 1975–1998 miejscowość administracyjnie należała do województwa łomżyńskiego.

## Obiekty zabytkowe
- kościół parafialny pw. św. Stanisława Biskupa

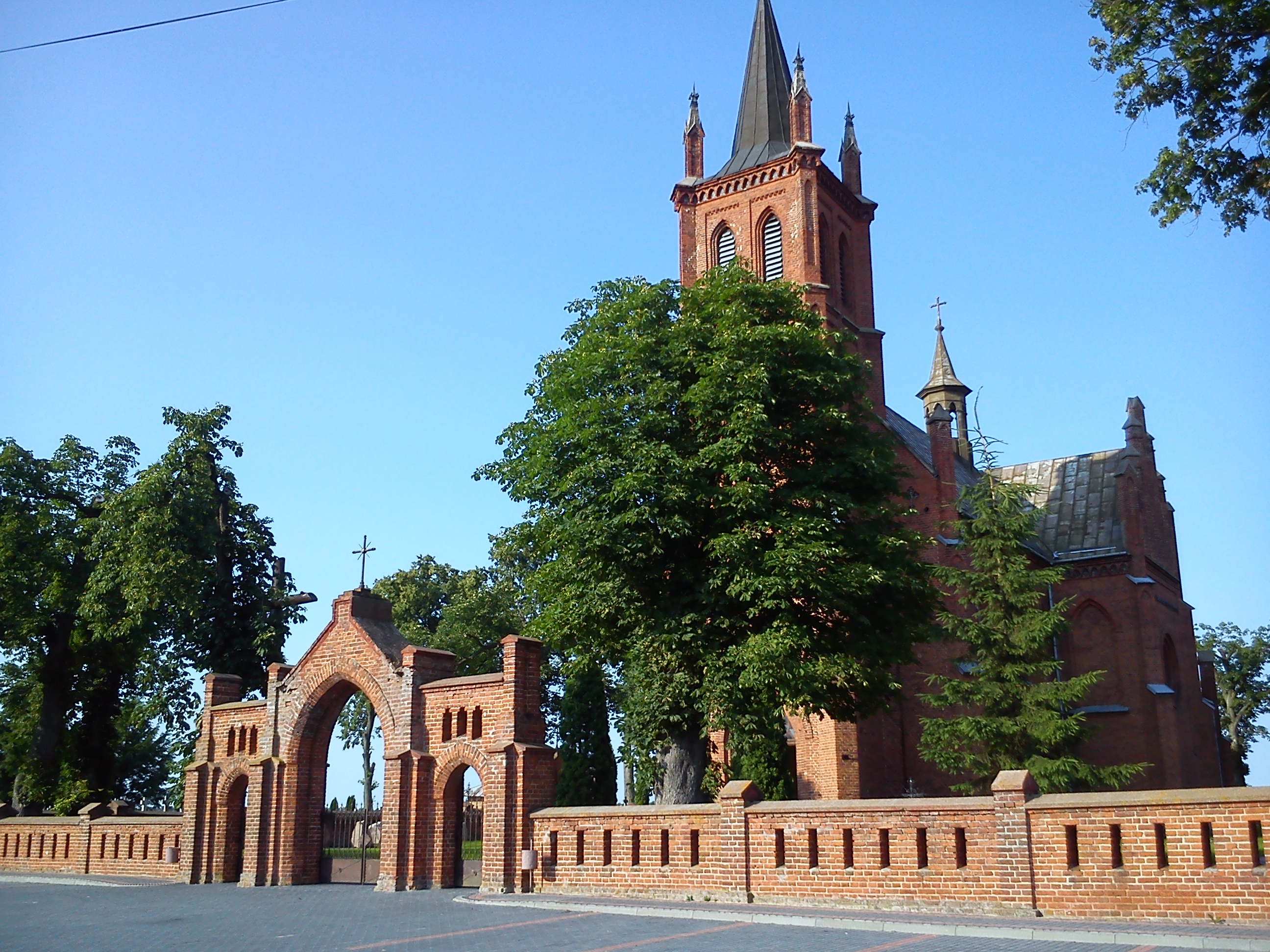
kościół parafialny pw. św. Stanisława Biskupa w Pobikrach

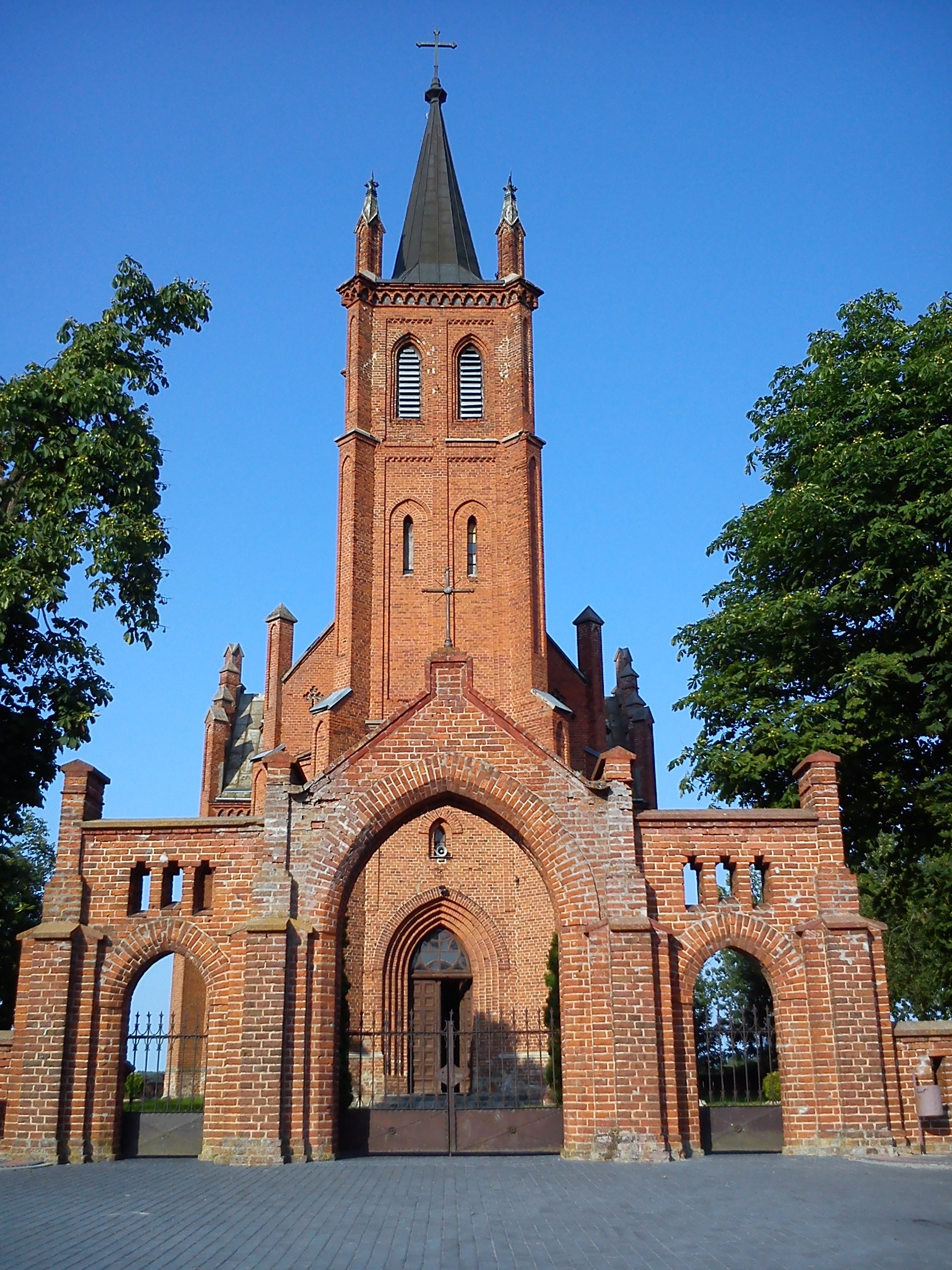
kościół parafialny pw. św. Stanisława Biskupa w Pobikrach (front)

- w ogrodzeniu cmentarza kościelnego murowane bramki z nietynkowanej cegły
- na cmentarzu:
  - krypta grobowa Wandy z Ciecierskich i Stanisława Jezierskiego, Horwattów
  - grób Piotra i Franciszka Szadurskich
  - liczne krzyże żeliwne z końca XIX w.
- plebania zbudowana w 1863 r., odnowiona 1958
- zespół dworski z XIX w.:
  - oficyna dworska zbudowana w I połowie XIX w.
  - stajnia z wozownią
  - kuźnia
  - park[12].
- krzyż przydrożny z 1861, cokół murowany z cegły na nim pełny krzyż żeliwny z okrągłymi gałkami na zakończeniach ramion[8]
- Mogiła zbiorowa ludności cywilnej narodowości żydowskiej ofiar terroru niemieckiego z 2.VI.1942 r[11].